# Universidad de Bari
La Universidad de Bari (en italiano: Università degli Studi di Bari Aldo Moro, UNIBA) es una universidad situada en la ciudad de Bari, Italia. Fue fundada en 1925 y está organizada en 15 facultades.
La Universidad fue inaugurada por Benito Mussolini y hasta 1943 llevó su nombre. El 9 de mayo de 2008, 30° aniversario del asesinato de Aldo Moro, que estudió en Bari y fue profesor de Derecho Penal en la Universidad, se decidió otorgarle su nombre. Es la universidad más grande de Puglia, región del sur de Italia. La sede de la Universidad se localiza en el palacio histórico de la Piazza Umberto I, en el corazón del centro de la ciudad moderna.

## Historia
El establecimiento de la Universidad de Bari se llevó a cabo con el Decreto 9 de octubre de 1924. los hitos más importantes de su historia son:
- Enero 1925: Se establecen la Facultad de Medicina y Cirugía, las cuales incorporaron las existentes escuelas de obstetricia. También la escuela de Farmacia cambia a Facultad.
- 1925-1944: Se añade a la Universidad la Facultad de Derecho, Economía y Negocios (la cual surge de la Escuela Superior de Comercio  fundada en 1882 por iniciativa del Presidente de la Cámara de Comercio Colombo Thomas [2]) y la Facultad de agricultura.
- 1944: La Universidad se ve reforzada con la creación de la Facultad de Humanidades, Matemáticas, Física y Ciencias Naturales, Ingeniería, enseñanza, Medicina Veterinaria y lenguas extranjeras.
- 1987: La Universidad de Bari se convierte en la fundadora y accionista del Parque científico-tecnológico Tecnópolis-Csata Novus Ortus, establecido en 1987, previamente llamado Centro de Estudio y Aplicaciones en Tecnología Avanzada. Situado a la entrada de Valenzano, su fama se ha extendido más allá de las fronteras nacionales.
- 1986-1990: En este arco de tiempo se plantea un plan cuatrienal donde se espera, por aprobación del decreto ministerial del 12 de mayo de 1989, la creación de centros universitarios dentro de la región. al plan cuatrienal. A través de dicho plan cuatrienal se establece la Escuela de Arquitectura, formándose finalmente el Politécnico de Bari, junto con la Facultad de Ingeniería se escindió de la Universidad de Bari.
- 1990: Como consecuencia de la Ley de reforma de la enseñanza universitaria (n. 341/90) y la aprobación del Plan de desarrollo de la Universidad para el trienio 1991/1993, del Decreto Presidencial 28 de octubre de 1991 a DM el 31 de enero de 1992, por medio de dicho Plan Trienal 1991-1993, el diploma de ciencias políticas adquiere el valor de grado de Ciencias Políticas, fundándose por tanto, la facultad de Ciencias Políticas.
- 1994: La Universidad de Bari entra en el consorcio Almalaurea.
- 1995: En Monte Sant'Angelo se funda el Centro de Estudios Micaelici y Gargano cuyas ramas se separan del Departamento de Estudios Clásicos y cristianos.
- 2008: La Universidad se dedica a Aldo Moro [3]
- 2015: La Universidad realizó una serie de iniciativas para celebrar los 90 años desde su creación.

## Departamentos
Tras la entrada en vigor de la nueva ley, la Universidad se compone de los 23 departamentos siguientes:
- Biología
- Biociencia, biotecnología y biofarmacéutica
- Química
- Los Trasplantes de órganos y de emergencia
- Economía, Administración y Derecho Comercial
- Farmacia - Ciencias de la droga
- Física (Inter)
- jurisprudencia
- informática
- Medicina interdisciplinaria
- Aistemas legales y económicos jónicos del Mediterráneo: la sociedad, el medio ambiente, la cultura
- Letras de artes del lenguaje. Estudios comparativos italianos y culturas
- Matemáticas
- Medicina veterinaria
- Ciencias agro-ambiental y territorial (DISAAT)
- Ciencias Biomédicas y Oncología Humana
- Ciencias del suelo, las plantas y los alimentos (Di.S.S.P.A.)
- Ciencias de la educación, la psicología, la comunicación
- Ciencias de la tierra y geoambiental
- Métodos económicos y ciencias matemáticas
- Ciencias médicas básicas, neurología y órganos sensoriales
- Ciencia política
- Humanidades (DISUM)

## Escuelas
- Escuela de Medicina
- Escuela de Ciencia y Tecnología

## Centro deportivo universitario
El Centro deportivo universitario de la Universidad de Bari ocupa una superficie de 9 hectáreas, que incluye instalaciones de atletismo, patinaje, baloncesto, natación, piragüismo, polo, triatlón y otros.

## Datos
A continuación se presentan algunas cifras claves que caracterizan a la Universidad:
- ENSEÑANZA – Oferta Formativa, curso 2014/15
  - 59 Cursos de grado del Nivel I;
  - 42 Cursos de grado del Nivel II;
  - 11 Cursos de grado en un solo ciclo;
  - 44 Cursos de especialización;
  - 14 Cursos de doctorado;
  - 20 Másteres de nivel I y II;
  - 6 Másteres de corta duración
  - 6 Cursos de perfecionamiento, educación superior y formación profesional.

- ESTUDIANTES INSCRITOS - curso 2014/15
  - 24.914 matriculados en los cursos de grado del Nivel I;
  - 4.633 matriculados en los cursos de grado del Nivel II;
  - 11.805 matriculados en el curso de un solo ciclo
- 1.429 matriculados en los cursos de especialización;
- 554 matriculados de posgrado
- 424 matriculados en los cursos de doctorado;
- 229 Doctores de investigación
- 6.606 graduados en 2015

- INVESTIGACIÓN - a 31/12/2015

- INTERNACIONALIZACIÓN - 2014/15
  - 269  Estudiantes Erasmus recibidos;
  - 440 Estudiantes Erasmus enviados.

- ESTRUCTURAS -a 31/12/2015
- 23 departamentos;
- 2 Escuelas;
- 10 Centros de investigación interdepartamentales
- 8 Centros de investigación interuniversitarios
- 13 centros de servicio;
- 11 otros centros;
- 97 Órganos de participación asociativa de la Universidad
- 34 bibliotecas;
- 3 museos;
- 1 Archivo General de la Universidad;
- 335 Aulas dedicadas a la enseñanza;
- 45 laboratorios de computación.

- PERSONAL a 31/12/2015
  - 261 Profesores;
  - 482 Profesores Asociados:
  - 640 Investigadores;
  - 6 Ejecutivos;
  - 1.460 personal administrativo;
  - 46 Expertos lingüísticos colaboradores.

## Clasificaciones
La universidad es la octava en Italia por número de matriculados, con cerca de 50.000 estudiantes.
En el ranking de las universidades estatales 2015-2016, compilado por Censis, la Universidad de Bari quedó en el séptimo lugar de once grandes universidades. [4]
Según las siguientes listas de clasificación, la Universidad de Bari se sitúa en:
- Sobre el puesto 700 según el QS World University Rankings (2016). [5]
- Sobre el puesto 500 según el Ranking Académico de Universidades del Mundo (2016) [6]
- Entre los puestos 401-500 según el Times Higher Education (THE) Clasificación Mundial de Universidades (2016). [7]
- Sobre el puesto 437 según el CWTS Clasificación Leiden (2016) [8]

## Colección de arte
La Universidad cuenta con una gran colección de obras de arte contemporáneo desde los años 70, donados por los propios artistas. De particular interés son los dibujos y litografías de Giò Pomodoro, los óleos de Vito Stifano, Fara di Cagno, Franco Gentilini, Salvatore Fiume, Guido Gremigni y muchos otros [9]

## Rectores
- Attilio Alto 1986/1991
- Aldo Cossu
- Giovanni Girone
- Corrado Petrocelli
- Antonio Felice Uricchio, 2013/2016